# Zoothera
Zoothera é um gênero de aves passeriformes. A maioria das espécies têm médio porte e são insetívoras ou onívoras.

## Espécies
O gênero contém as seguintes 22 espécies:
- Zoothera dixoni
- Zoothera mollissima
- Zoothera salimalii
- Zoothera griseiceps
- Zoothera monticola
- Zoothera heinrichi
- Zoothera marginata
- Zoothera everetti
- Zoothera andromedae
- Zoothera aurea
- Zoothera dauma
- Zoothera neilgherriensis
- Zoothera imbricata
- Zoothera major
- †Zoothera terrestris - extinto (c. 1830s)
- Zoothera turipavae
- Zoothera margaretae
- Zoothera heinei
- Zoothera machiki
- Zoothera lunulata
- Zoothera atrigena
- Zoothera talaseae